# Clive Robertson
Clive Gladstone Robertson, né le 17 décembre 1965 à Devizes en Angleterre, est un acteur britannique connu pour son rôle dans les séries Sunset Beach et Starhunter (en).

## Filmographie
- 1992 : Topper
- 1993 : Cinderumplestiltskin (téléfilm)
- 1993 : The Bill (série télévisée)
- 1995 : London Bridge (série télévisée)
- 1995 : Paparazzo
- 1995 : Before the Killing Starts (téléfilm)
- 1997-1999 : Sunset Beach (série télévisée)
- 2002 : V.I.P.
- 2002-2004 : Starhunter (en) (série télévisée)
- 2006-2007 : Wicked Wicked Games (en) (série télévisée)
- 2008 : Crazy Girls Undercover